# Palestinský exodus

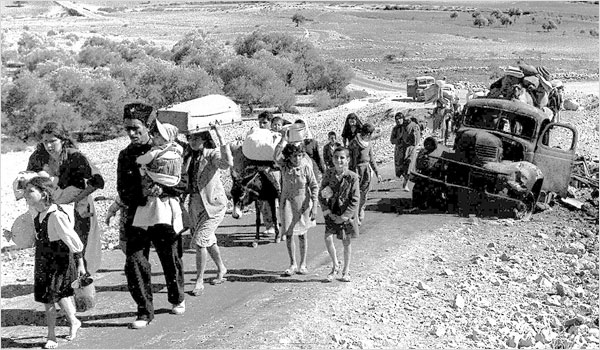
Palestinští uprchlíci v roce 1948

Jako palestinský exodus (arabsky الهجرة الفلسطينية, al-Hidžra al-Filastíníja), palestinskými Araby označovaný jako an-Nakba (النكبة), ve smyslu „pohroma, katastrofa, kataklyzma“, je označení pro vyhnání a odchod přibližně 700 tisíc palestinských Arabů před, během první arabsko-izraelské války a v letech následujících po ní ze strany sionistických paramilitárních organizací (Hagana, Irgun a Lechi) a následně po vzniku státu Izrael jeho armádou. Izraelské vojenské síly provedly desítky masakrů zaměřených na Araby a bylo zničeno 400 až 600 palestinských vesnic. Vesnické studny byly otráveny v rámci programu biologické války a majetek byl rabován, aby se zabránilo návratu palestinských uprchlíků.
Přesný počet palestinských uprchlíků, z nichž mnozí se usadili v palestinských uprchlických táborech v sousedních státech, je předmětem sporů, ačkoli se toto číslo pohybuje kolem 700 000, což představuje přibližně 80 procent arabských obyvatel území, které se později stalo Izraelem. Během občanské války v mandátní Palestině v letech 1947–1948, před ukončením britského mandátu 14. května 1948, uprchlo nebo bylo vyhnáno asi 250 000–300 000 Palestinců. Snaha zabránit kolapsu Palestinců a vyhnout se dalšímu přílivu uprchlíků byla jedním z důvodů vstupu Arabské ligy do země, což zahájilo první arabsko-izraelskou válku v roce 1948.
Ačkoli příčiny palestinského exodu v roce 1948 zůstávají ve veřejném i politickém diskurzu značně kontroverzním tématem s výrazným popíráním odpovědnosti izraelských/jišuvských sil, většina akademiků se dnes shoduje na tom, že hlavními příčinami byly vyhnání a násilí a strach z nich. Vědci tuto událost široce popisují jako etnické čistky, ačkoli někteří s tím nesouhlasí. Mezi faktory podílející se na exodu patří přímé vyhnání izraelskými silami, ničení arabských vesnic, psychologická válka včetně terorismu, masakry, jako byl široce medializovaný masakr v Dejr Jasínu, který způsobil, že mnoho lidí uprchlo ze strachu, vypalování plodin, epidemie tyfu v některých oblastech způsobené otravou izraelskými studnami a kolaps palestinského vedení včetně demoralizujícího dopadu útěku bohatších vrstev.

## Definice

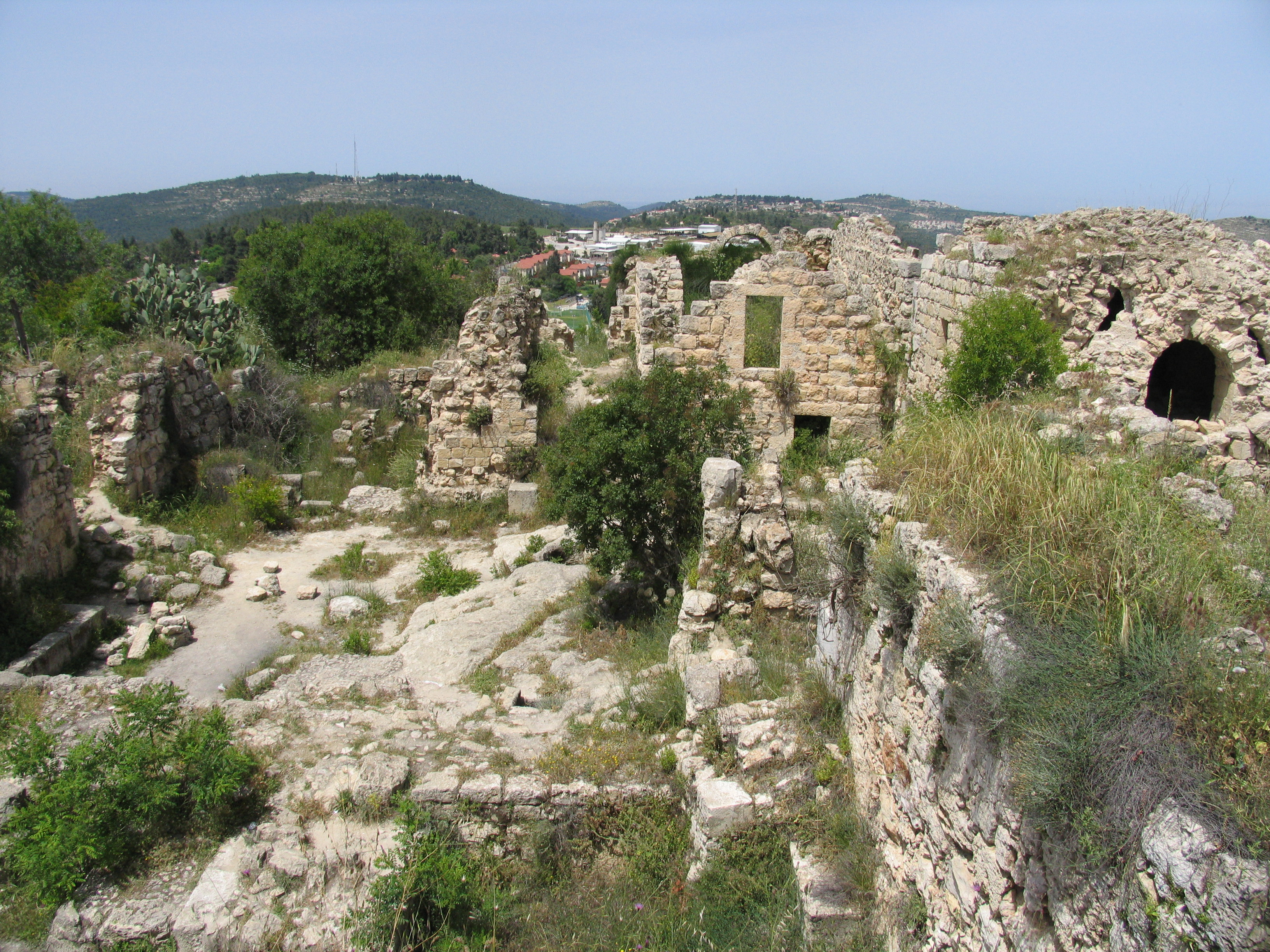
Ruiny palestinské vesnice Suba poblíž Jeruzaléma, v pozadí kibuc Cova

Palestinští uprchlíci jsou lidé převážně arabské národnosti, kteří uprchli nebo byli vyhnáni ze svých domovů v Mandátní Palestině. Organizace Spojených národů definuje palestinského uprchlíka jako osobu, „jejíž adresou byla mezi červnem 1946 a květnem 1948 Palestina a která přišla o domov a o prostředky k živobytí v důsledku arabsko-izraelského konfliktu v roce 1948“. Do této definice palestinského uprchlíka také patří potomci osob, které se staly uprchlíky v roce 1948 bez ohledu na to, zda bydlely v oblastech označených jako uprchlické tábory, nebo v trvalých bydlištích. Toto je výjimka z běžné definice uprchlíka.

## Historie

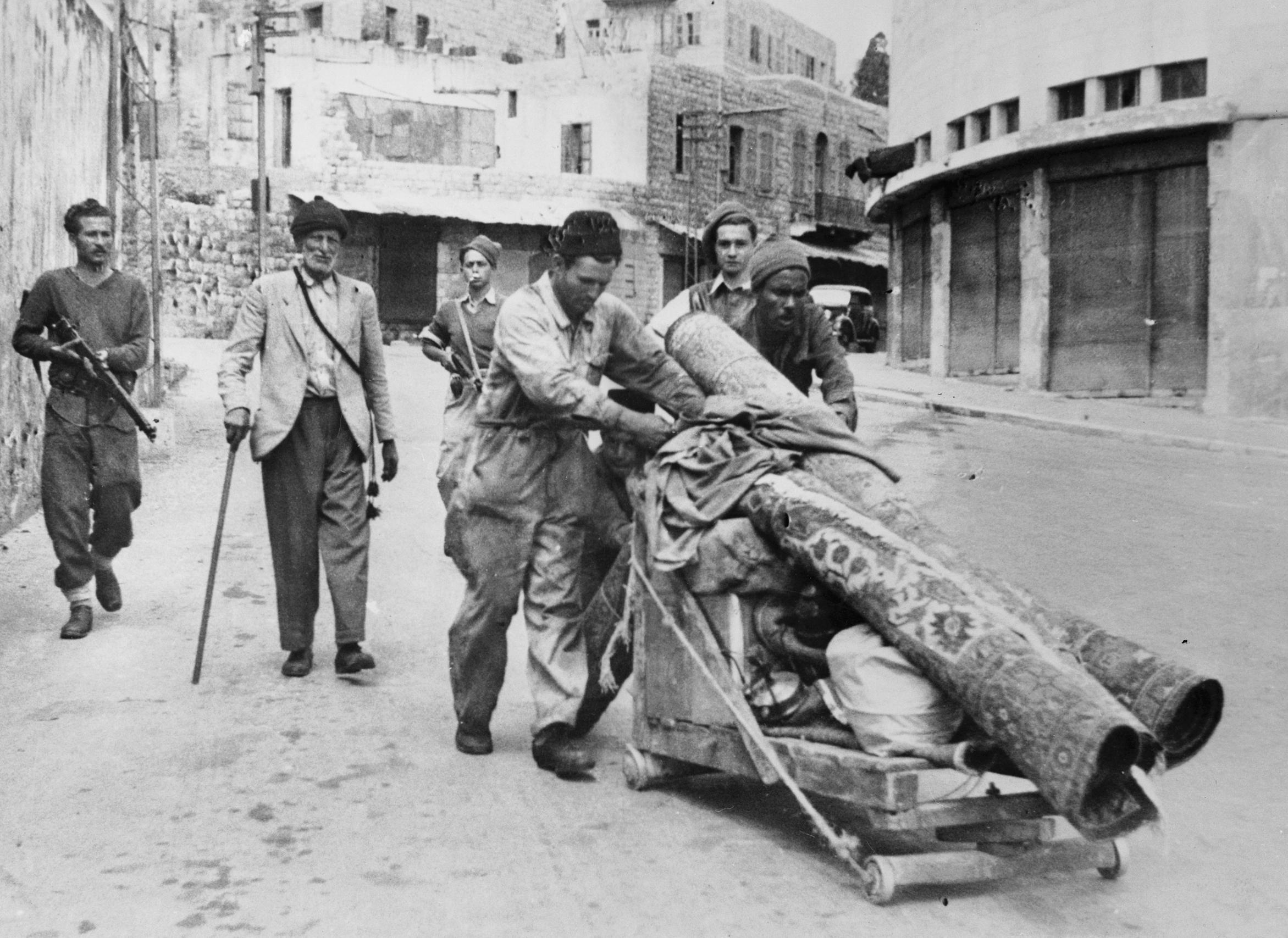
Arabové z Haify jsou vyháněni židovskými vojáky (21–22. dubna 1948)

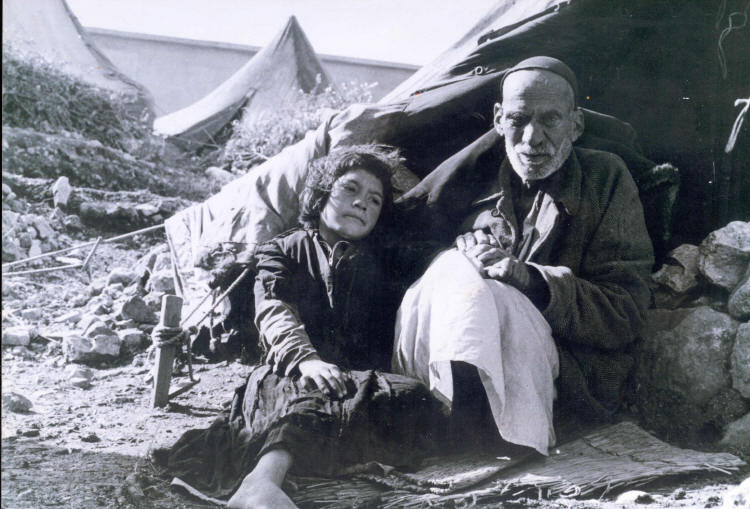
Náhle uprchlíkem navěky. Palestinská katastrofa 1948.

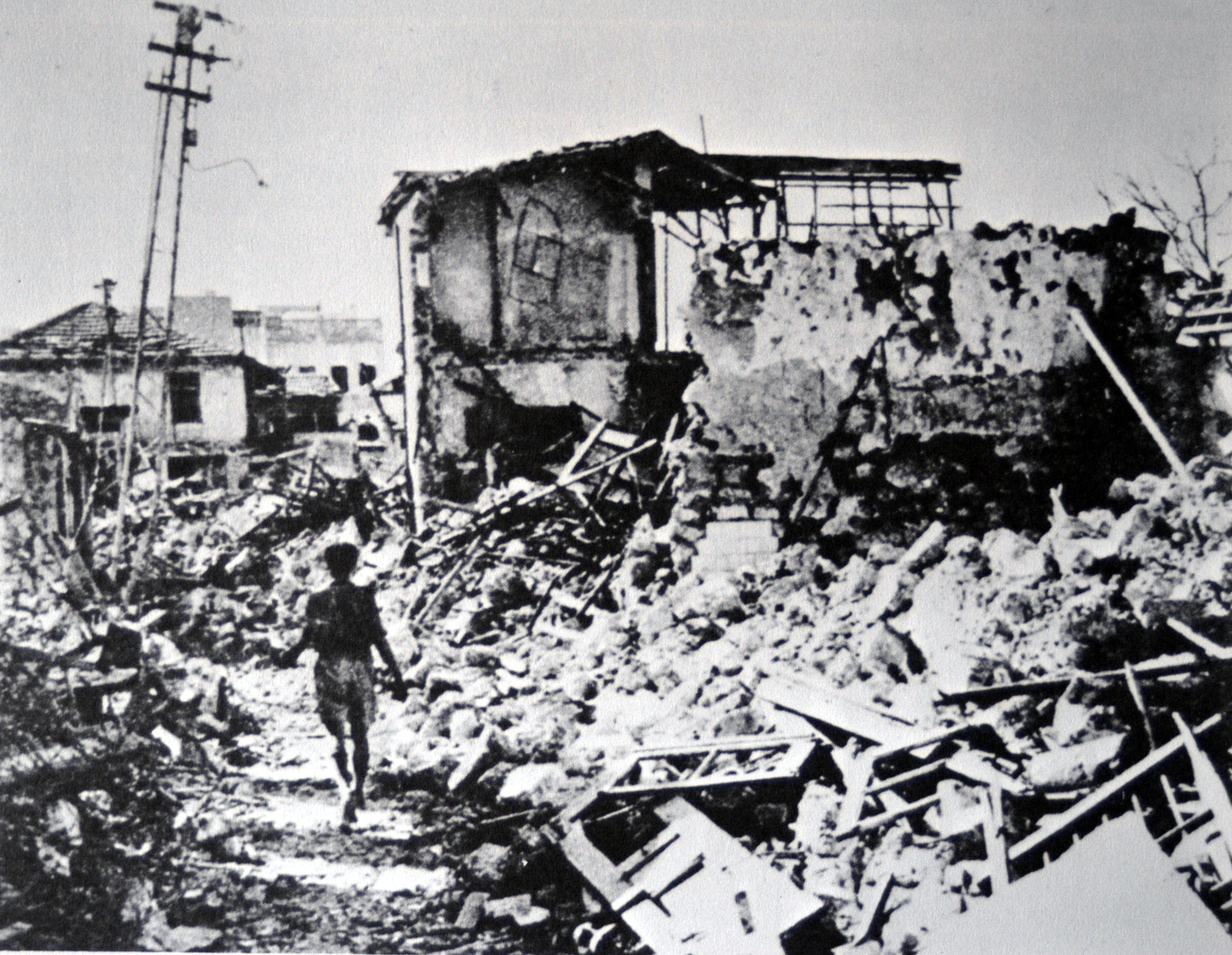
Čtvrť Manšíja v Jaffě, po židovském útoku (1948)

Podle různých zdrojů opustilo své domovy během dubna až prosince 1948 a uprchlo z území dnešního Izraele do okolních arabských zemí 726 000 (zdroje OSN) až 914 000 (palestinské zdroje) palestinských Arabů. V zásadě se za příčinu tak velkého exodu obyvatelstva označují dva důvody – propaganda a strach.
Posloupnost těchto hromadných útěků z Izraele byla následující: od prosince roku 1947 do března roku 1948 odešlo z Palestiny asi 100 000 Palestinců. Mezi nimi bylo mnoho lidí z vyšších a středních městských tříd. Ti, kteří odešli dobrovolně, čekali, že se vrátí, až se situace uklidní. Od dubna do července uprchlo před útoky izraelské Hagany 250 až 300 000 Palestinců, a to převážně z měst Haifa, Tiberias, Bejt Še'an, Safed, Jaffa a dalších. Po červnovém příměří se asi 100 000 Palestinců stalo uprchlíky. Asi 50 000 obyvatel z Lydday a Ramle bylo vyhnáno k Rámaláhu izraelskými silami během operace Danny. Během operace Dekel mohli Arabové z Nazaretu a jihu Galijeje zůstat ve svých domovech. Ti později vytvořili jádro Izraelských Arabů. Od října do listopadu 1948 zahájila izraelská IDF operaci Yoav, kdy vytlačila egyptské síly z Negevu, a operaci Hiram, kdy pronásledovala arabskou osvobozeneckou armádu ze severu Galileje. Tyto události přiměly k exodu asi 200 až 220 000 Palestinců. Arabové, kteří uprchli, se báli krutostí, které by je potkaly, pokud by neodešli. Během operace Hiram totiž došlo k nejméně devíti masakrům Arabů, za nimiž stáli izraelští vojáci. Po roce 1948 až do roku 1950 IDF systematicky čistila území, což vyústilo v odchod dalších asi 30 až 40 000 Arabů. 
V zásadě lze za příčinu tak velkého nedobrovolného odchodu obyvatelstva označit tři důvody: strach z masakrů, permanentní válečný stav a výzvy k odchodu z úst některých arabských vůdců.
Mnozí z uprchlíků byli k útěku pohnuti výzvami arabských vůdců, kteří jim slibovali, že se brzy vrátí spolu s vítěznými arabskými armádami, které jim vrátí jejich zemi. V důsledku invaze arabských armád v počátku první arabsko-izraelské války 15. května 1948 bylo mnoho vesnic evakuováno vůdci místních komunit, kteří se tak snažili ochránit své lidi před válkou. Útěk také podporovaly zprávy o židovských zvěrstvech, mezi něž patří masakr v arabské vesnici Dejr Jásín z dubna 1948, o němž Encyclopædia Britannica tvrdí, že při útoku oddílů Irgunu a Lechi bylo zabito všech 254 obyvatel vesnice, z nichž většina byli starci, ženy a děti.
Významná část palestinských Arabů uprchla na území, kde měl vzniknout arabský palestinský stát a které bylo později okupováno Jordánskem (Judea a Samařsko, později anektované jako Západní břeh Jordánu) a Egyptem (Pásmo Gazy).
Příčiny exodu Palestinců jsou dodnes námětem mnoha diskuzí mezi historiky a komentátory konfliktu. Někteří sionisté, včetně prvního izraelského premiéra Davida Ben Guriona, prohlubovali v palestinských Arabech pocit strachu, aby jich Izrael opustilo co nejvíce. Docházelo rovněž k některým operacím Hagany (operace Jiftach, Misparajim, aj.), při nichž byli Arabové vyháněni ze svých domovů a měst. Přesto se např. historik Benny Morris domnívá, že myšlenka palestinského exodu nebyla plánovanou židovskou taktikou. I přes tento názor nepanuje stále jednota v tom, zda byl exodus nechtěným výsledkem války, nebo plánu, který byl navržen před anebo v průběhu války předáky sionistického hnutí.
Bezprostředně po odchodu Arabů založila Organizace spojených národů Úřad OSN pro palestinské uprchlíky na Blízkém východě (United Nations Relief and Works Agency, UNRWA), který zahájil svou činnost v květnu 1950.
Jordánsko umožnilo palestinským uprchlíkům získat občanství, ostatní arabské země v souladu s doporučením Arabské ligy neudělaly nic pro jejich začlenění do společnosti. Hospodářský rozvoj Jordánska v 60. letech byl přímo ovlivněn osudy uprchlíků, z nichž mnoho opustilo tábory, našlo si práci a začlenilo se do společnosti. Stejně mohlo být postupováno i vůči uprchlíkům v Sýrii, Libanonu a Egyptě. Hlavním problémem zůstaly uprchlické tábory v pásmu Gazy, kde bylo sto tisíc uprchlíků drženo v izolaci na malém území a nebylo jim egyptskými úřady dovoleno toto území opustit.
Důsledkem Šestidenní války v roce 1967 byla další arabská uprchlická vlna, při níž odešlo přes 200 000 osob ze Západního břehu Jordánu do východní části Jordánska a více než 100 000 z Golanských výšin do Sýrie.

## Počet palestinských uprchlíků

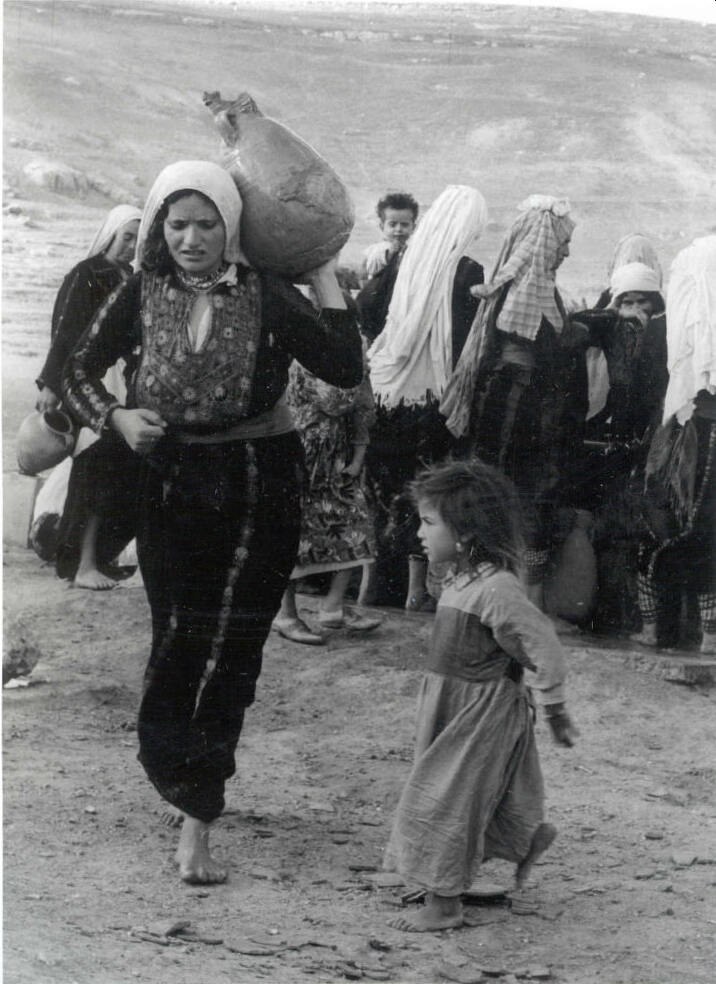
Palestinská žena s dítětem po katastrofě 1948.

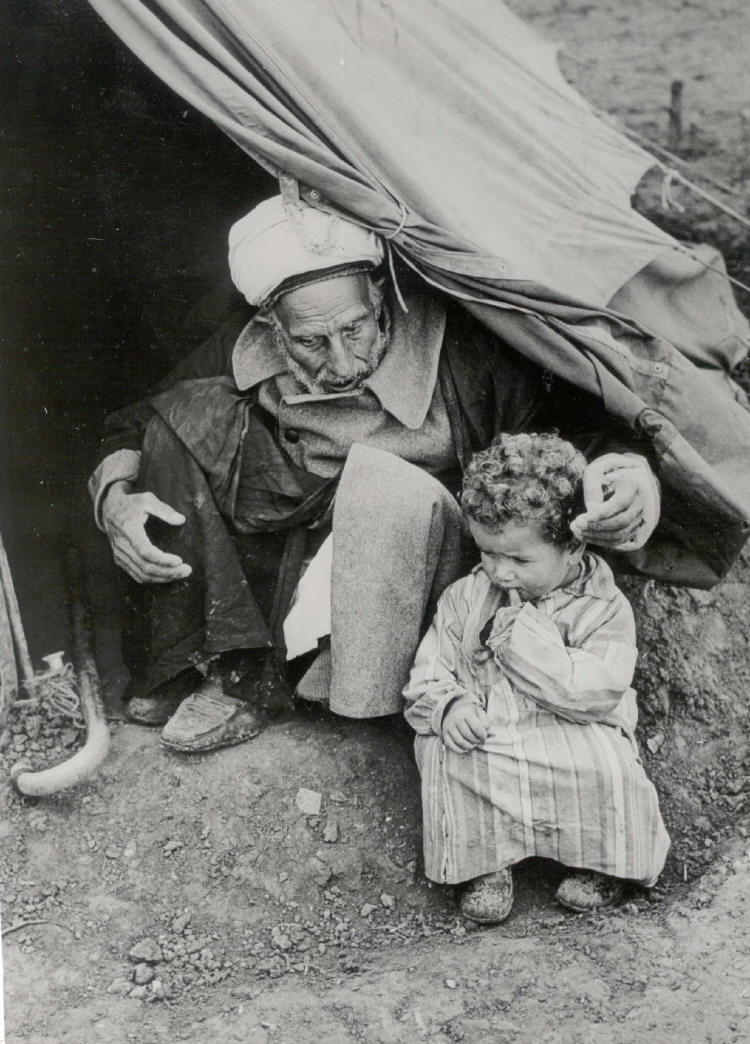
Uprchlík stařec a dítě 1948.

UNRWA registruje tento počet palestinských uprchlíků (údaje ze září 2019):
- pásmo Gazy 1 421 282 uprchlíků
- Západní břeh 846 465 uprchlíků
- Libanon 475 075 uprchlíků
- Sýrie 560 139 uprchlíků
- Jordánsko 2 242 579 uprchlíků
- Celkem 5 545 540 registrovaných uprchlíků

Kromě uprchlíků k počtu palestinské populace ještě přistupuje početná palestinská diaspora, která čítá:
- Saúdská Arábie 280 245 Palestinců
- Egypt 70 245 Palestinců
- Chile 500 000 Palestinců
- Mexiko 120 000 Palestinců
- USA 200 000 Palestinců
- Katar 100 000 Palestinců
- Spojené arabské emiráty 170 000 Palestinců
- Irák 57 000 Palestinců
- Kuvajt 50 000 Palestinců
- Jemen 24 000 Palestinců
- Brazílie 50 000 Palestinců
- Kolumbie 12 000 Palestinců
- Salvador 70 000 Palestinců
- Guatemala 1 400 Palestinců
- Honduras 54 000 Palestinců
- Peru 15 000 Palestinců
- Austrálie 15 000 Palestinců
- Kanada 50 975 Palestinců
- Libye 44 000 Palestinců
- Pákistán 8 500 Palestinců
- Velká Británie 20 000 Palestinců
- Švédsko 7 000 Palestinců
- Německo 80 000 Palestinců

## Problém návratu
Na generálním shromáždění OSN, které se konalo 11. prosince 1948, se diskutovalo o tzv. Bernadotteho zprávě, která říká, že: „uprchlíkům, kteří si přejí návrat do svých domovů a chtějí žít v míru se svými sousedy, by měl být povolen návrat v nejbližším možném termínu.“ Toto rozhodnutí bylo každoročně opakováno v OSN, protože Izrael se stále znovu vzpíral tomu, aby došlo k návratu uprchlíků do jejich domovů.
Arabská liga proto vydala instrukce arabským státům ohledně udělování občanství palestinským uprchlíkům (nebo jejich potomkům), kdy jim doporučila, aby se „vyhýbali ukončení své identity a tím jim zaručili právo k návratu do vlasti“.[zdroj⁠?!] Izrael naproti tomu schválil zákony znemožňující návrat palestinských uprchlíků zpět do jejich domovů.[zdroj⁠?!]

## Palestinské vedení a návrat uprchlíků

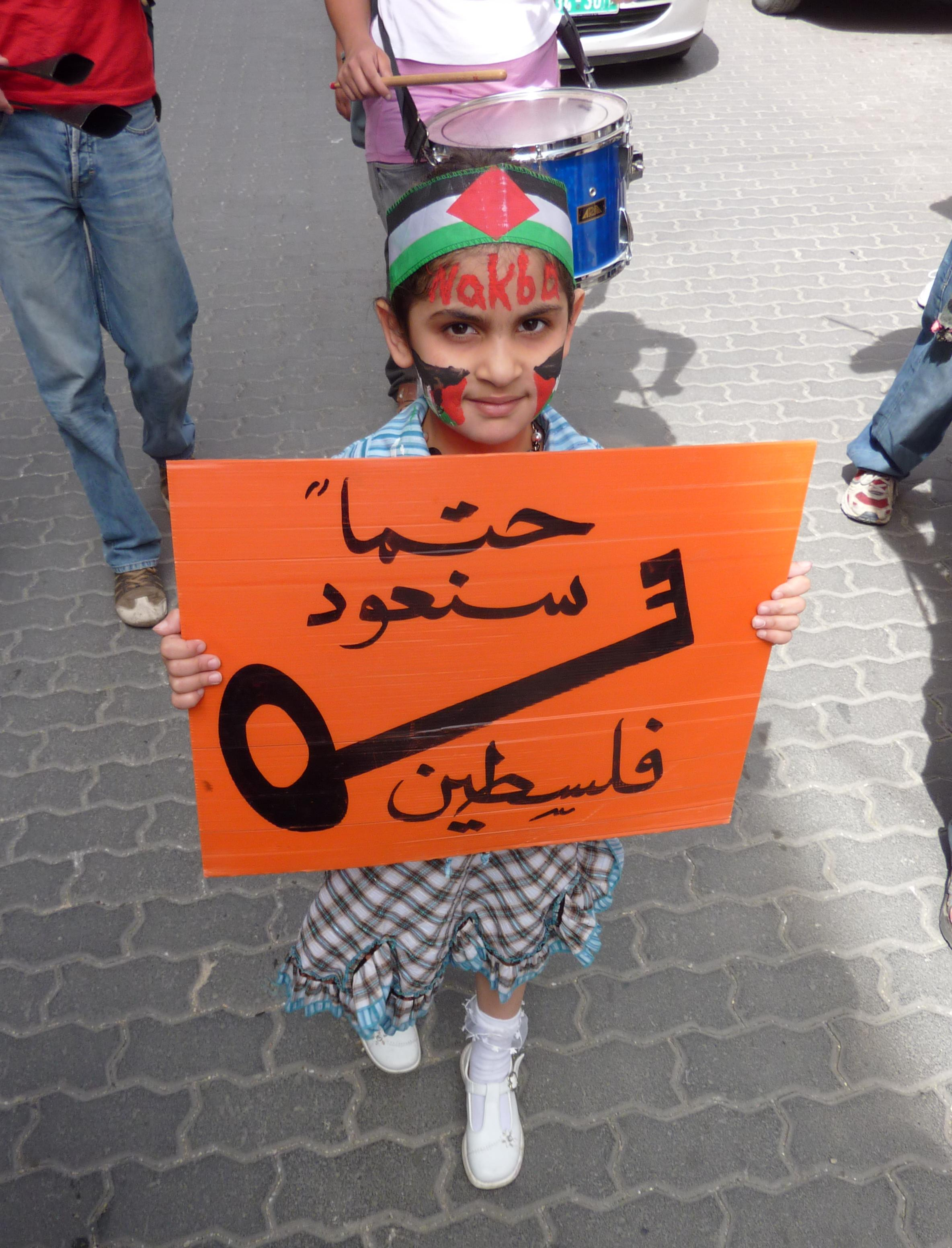
Palestinská dívka protestuje v Hebronu v roce 2010. Nese nápis: "Určitě se budeme vracet, Palestino." Většina palestinských uprchlíků na Západním břehu jsou potomci lidí, jejichž rodiny pocházejí z oblastí, které byly začleněny do Izraele v roce 1948.

Palestinská národní vláda podporuje myšlenku návratu a byla připravena jednat o jeho realizaci při různých mírových jednáních. Obě hlavní palestinské frakce Fatah a Hamás zastávají právo návratu uprchlíků. Izrael, spolu se Spojenými národy, se pokoušel ujistit znepokojené uprchlíky, že jim umožní vytvoření nezávislého palestinského státu. Toto bylo dojednáváno při jednání v Oslu. Nicméně druhá intifáda zastavila proces vytvoření palestinského státu a myšlenku jeho vytvoření opět znejistila.[zdroj⁠?!]